# Миколаївський слідчий ізолятор
Микола́ївський слі́дчий ізоля́тор — слідчий ізолятор управління Державної пенітенціарної служби України в місті Миколаїв.

## Історія

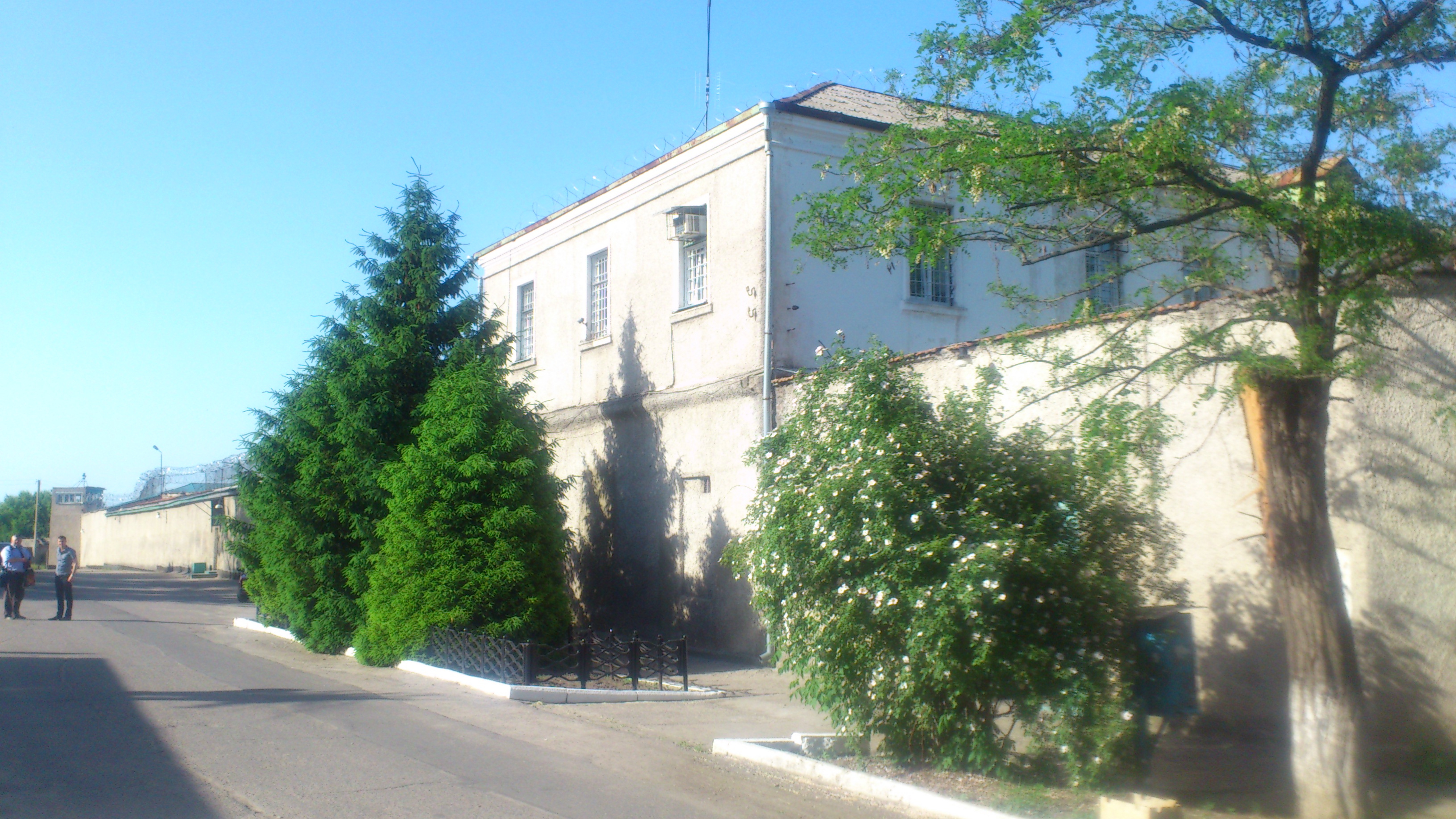

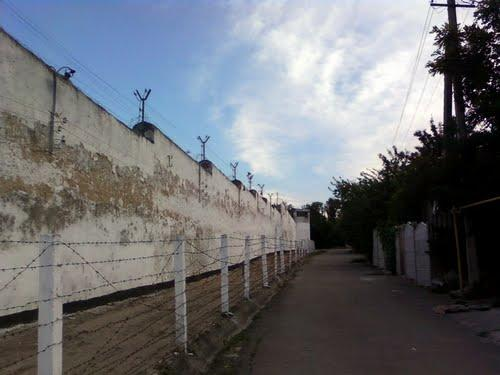

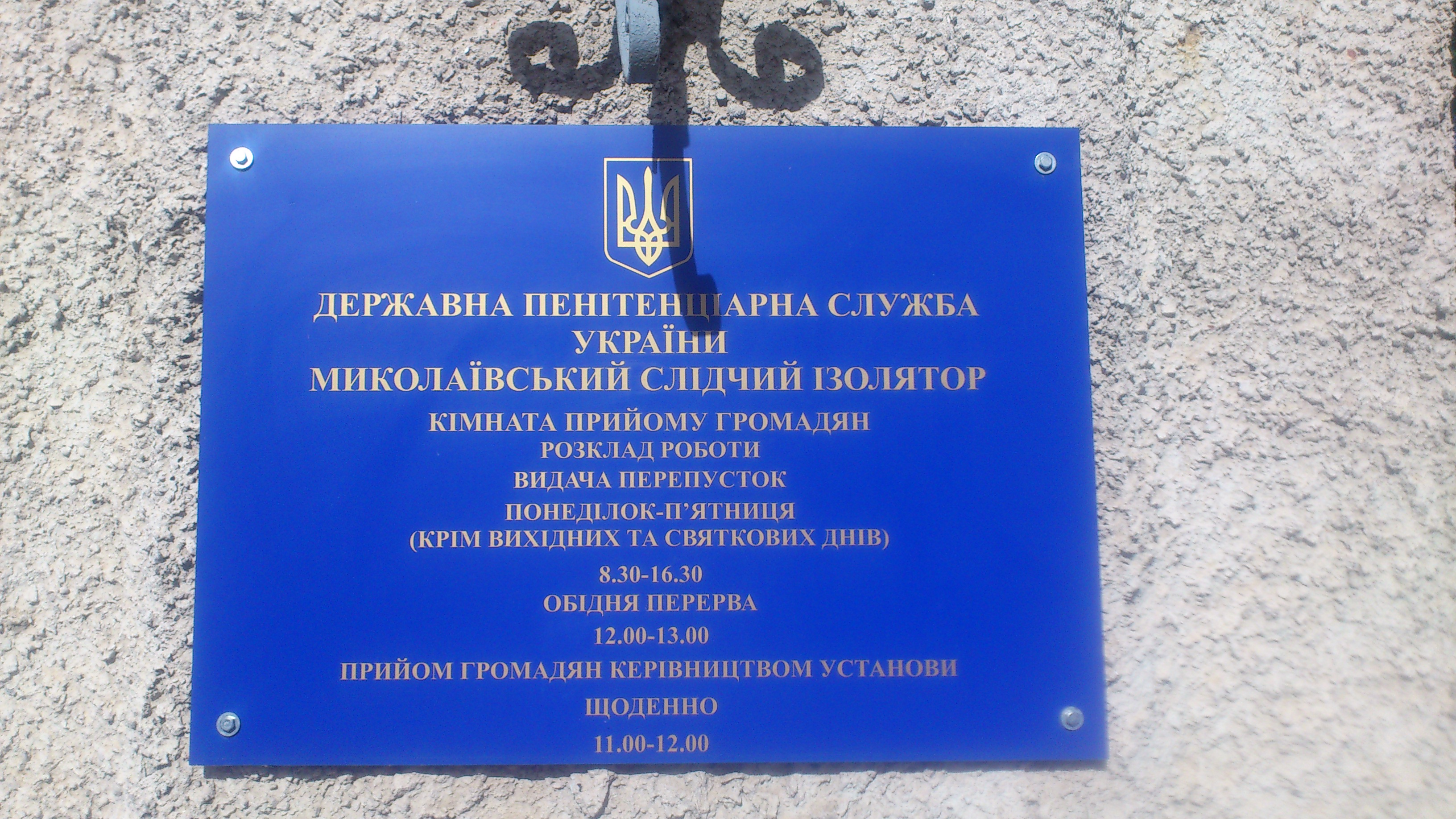

За спогадами Льва Троцького, який разом з іншими членами Миколаївського південноросійського робітничого союзу потрапив до старої миколаївської в'язниці, вона зовсім не була пристосована до великої кількості в'язнів, особливо політичних. Тому в 1907 році розпорядженням Головної тюремної інспекції Росії в місті Миколаїв було створено тимчасову каторжну в'язницю № 2, для чого була переобладнана одна зі споруд колишнього Миколаївського штурманського училища на Лагерному Полі. Будівельні та внутрішні роботи із зведення нових корпусів, розширення і переобладнання старих тривали до 1916 року. Згодом міська тюрма перетворилася на загальнокримінальну, без політичних в'язнів. За архітектурою Миколаївська тюрма була однією з найкращих у Росії.
У ті часи ув'язнені постійно перебували в кайданах, які навіть у лазні знімати заборонялося. Сама ж лазня з холодною водою була доступна лише двічі на місяць, онучі й рушник міняли двічі на рік, постільна білизна взагалі не мінялася. На харчування ув'язненим відводили від 6 до 10 копійок на день. Вони отримували пресований чай, два фунти хліба, 2—3 ложки каші, а вранці — гарячу воду.
Виконуючи своє пряме призначення, Миколаївська тюрма одночасно виконувала функції пересильної тюрми для осіб, засуджених громадянськими та воєнно-польовими судами за кримінальні та політичні злочини до заслання й каторжних робіт.
У березні 1908 року в Миколаївську каторжну в'язницю під посиленим конвоєм після невдалої спроби втечі з Єлисаветградської в'язниці був доставлений 27-річний, богатирської статури, молдаванин з містечка Хинчешти Григорій Котовський. Знаходячись в одиночній камері в'язниці, Котовський зміг встановити зв'язок з іншими ув'язненими, про що свідчить одна зі скарг до департаменту поліції Міністерства внутрішніх справ начальника миколаївської охранки. Там, де з'являвся Котовський, припинялися грабежі арештантів і побори з боку «бродяг». У 1908 році в Миколаївській каторжній в'язниці Котовський скасував так званий податок «на камеру» на користь тюремної кримінальної верхівки. У 1910 році Г. І. Котовського відправили з Миколаєва до Смоленської пересильної в'язниці й далі в Сибір, в Нерчинські рудники на каторжні роботи.
В 1912 році до Миколаївської каторжної в'язниці № 2 потрапив майбутній комдив революції Михайло Фрунзе, який опинився за ґратами разом зі своїм подільником Пашею Гусєвим за те, що побили жандарма.
Тюрма неодноразово піддавалася нападу махновців під керівництвом отамана Куценка (Варвара), які намагались звільнити своїх, та загону матросів-анархістів, які в 1918 році знищили частину тюремного архіву.
У лютому 1920 року Миколаївська каторжна тюрма була ліквідована.
Знову в'язницю в Миколаєві було відкрито в 1940 році.
Під час німецько-радянської війни тюрму було евакуйовано, у 1944 році роботу в'язниці відновлено. При допустимому наповненні в'язниці в 750 осіб, в 1946 році в ній містилося 1070 арештантів. Лише тільки в 1958 році були добудовані нові корпуси, а норма вмісту доведена до 900.
19 березня 1974 року на базі Миколаївської в'язниці було створено слідчий ізолятор, а осіб, засуджених до тюремного ув'язнення, вивезли до установи виконання покарань у село Ольшанське Миколаївської області.
Наказом ДДУ ПВП від 29.11.1999 року установу перейменовано в Миколаївський слідчий ізолятор.
У 2004—2005 роках організовано будівництво нового харчоблоку. Проведено реконструкцію приміщень кімнат побачень.

## Сучасний стан
У 2012 році в Миколаївському СІЗО перебувало від 650 до 700 ув'язнених (цифра змінюється). З них 43 жінки, 17 неповнолітніх, 34 людини засуджені, але залишилися в СІЗО для виконання робіт з господарського обслуговування.
У колонії функціонує загальноосвітня школа I-III ступеню, де викладають вчителі вечірньої школи № 1 м. Миколаєва.
На базі СІЗО функціонують навчально-виробничі майстерні, у яких виготовляються тротуарна плитка, столярні вироби, здійснюється шиття спецодягу.
Система контролю за діяльністю СІЗО і дотриманням законодавства сувора. Прокурорський нагляд здійснює обласна прокуратура, відомчі перевірки — Державна пенітенціарна служба у Миколаївській області, від громадськості та місцевої влади працює спостережна комісія.
У 2020 році, у рамках реформування системи виконання кримінальних покарань, було відкрито першу платну камеру з поліпшеними умовами тримання. Грошові кошти за користування даною послугою, буде направлено на ремонт загальних камерних приміщень, а також поліпшення умов несення служби персоналом установи.

## Адреса
54030 м. Миколаїв, вулиця Лагерне поле, 5. Установу очолює полковник внутрішньої служби Шамшура Сергій Миколайович.